# Tokuro Fujiwara
Tokuro Fujiwara (藤原 得郎?, Fujiwara Tokurō; 7 aprile 1961) è un autore di videogiochi giapponese.
Ideatore di Ghosts 'n Goblins e Tombi!, è anche il produttore della serie Mega Man e dei videogiochi Final Fight 2 e Resident Evil.
Nel 1982 è stato assunto da Konami. Dal 1983 ha lavorato per Capcom fino al 1996, quando ha fondato la Whoopee Camp.